# مهدي النغمي
المهدي النغمي (21 أكتوبر 1988، قصبة تادلة) هو لاعب كرة قدم مغربي يشغل مركز مهاجم بنادي إتحاد طنجة.

## روابط خارجية
- مهدي النغمي على موقع قاعدة بيانات كرة القدم.إي يو (الإنجليزية)